# 各年の南スーダンの一覧

南スーダンの国旗

各年の南スーダンの一覧（かくねんのみなみスーダンのいちらん）は、南スーダンの各年ごとの記事の一覧。この一覧では南スーダンの各年ごとの記事の他、各世紀と各年代、南スーダンの各分野における各年ごとの記事についても取り扱う。

## 一覧

### 21世紀
- 2010年代
  - 2011年の南スーダン（英語版） 2012年の南スーダン（英語版） 2014年の南スーダン（英語版）
  - 2015年の南スーダン（英語版） 2016年の南スーダン（英語版） 2017年の南スーダン（英語版） 2018年の南スーダン（英語版） 2019年の南スーダン（英語版）
- 2020年代
  - 2020年の南スーダン（英語版）